# Ture Sventon i Paris
Ture Sventon i Paris (1953) är Åke Holmbergs fjärde bok om detektiven Ture Sventon. Från och med denna bok saknar Sventon många av sina karakteristiska egenskaper: han åker inte flygande matta, han äter inte temlor och han läspar inte.

## Handling
Fru Smith från Chicago har tänkt köpa ett trevligt franskt slott. Hon möter fastighetsmäklaren André som har ett trevligt, eftertraktat slott till salu. Men alla i slottet har fått magsjuka, så hon får bara se det på avstånd. Hon bestämmer sig för att köpa slottet, och betalar handpenningen. Men när hon ska åka och ta en ny titt på sitt slott är det borta. Fastighetsbyrån har också gått upp i rök. Fru Smith flyger till Stockholm för att uppsöka privatdetektiv T. Sventon.
Ture Sventon reser genast till Frankrike. Dit kommer också, till Sventons stora förvåning, herr Omar. De inleder spaningsarbetet tillsammans. Sventon förstår att de har att göra med Vesslan. De är nära att få fast Vesslan flera gånger, men han kommer undan. Ägaren till hotellet Sventon, Omar och fru Smith bor på, herr Picard, hjälper till mycket i spaningsarbetet. Till slut klär herr Omar, Sventon, fru Smith och herr Picards båda barn, Pierre och Marie, ut sig till rik familj som vill köpa ett slott. Då får de till slut fast Vesslan och hela ligan.

## Övrigt
Karaktärerna herr Picard, fru Smith och fru Camembert från boken har stoppats in i handlingen i filmen Ture Sventon, privatdetektiv; de spelas av de norska skådespelarna Henki Kolstad, Aud Schønemann och Bab Christensen. Själva berättelsen Ture Sventon i Paris har däremot inte filmats. 1972 gjordes den som en radioserie i fyra delar, med Stig Grybe som Sventon och Olof Thunberg som berättaren.

## Oenighet kring planerad nyutgåva 2011
2011 stoppades en planerad nyutgåva av boken; förlaget Rabén & Sjögren ville ta bort ordet "neger" ur boken och ersätta det med "svart" eller "färgad", vilket Författarförbundet, som innehar rättigheterna till boken, inte ville gå med på.